# Albert IV. von Bogen
Albert IV. (* um 1191; † 15. Januar 1242) war ein Graf von Bogen und Windberg sowie Vogt von Oberaltaich und Windberg.

## Leben
Er war der Sohn und Erbe des Grafen Albert III. von Bogen (* 19. Juli 1165; † 20. Dezember 1197) und dessen Gattin Ludmilla von Böhmen (* um 1170; † 4. August 1240 in Landshut). Sein Stiefvater war der bayerische Herzog Ludwig I.
1209/10 zog er mit Kaiser Otto IV. nach Italien. Albert IV. war 1217/1218 im Kreuzzug in Ägypten. 1234/35 war er in Palästina. 1237 bis 1239 unterstützte er seinen geächteten Cousin Herzog Friedrich II. von Österreich. Nach seinem Tod gingen alle Besitzungen an seinen Halbbruder, Herzog Otto II. aus dem Haus Wittelsbach über. Albert IV. war der letzte Graf von Bogen.

## Ehe und Nachkommen
Albert IV. war verheiratet mit Richhild (Richiza) von Dillingen († 20.6. nach 1234), Tochter des Grafen Albert III. von Dillingen.